# Baire (Cuba)
El Consejo Popular de Baire forma parte del municipio de Contramaestre en la provincia de Santiago de Cuba.

## Geografía
Situado sobre un suelo accidentado y seco, junto al riachuelo de su mismo nombre, en terrenos del antiguo corral de Baire-Arriba. Una de las localidades más propicias para el cultivo del tabaco.

## Población
Fue la única población reunida del partido de Baire, la que le da su nombre y le sirve de cabeza, con su iglesia parroquial católica. A mediados del siglo XIX residían 342 individuos blancos, 109 libres de color y 3 esclavos.

## Historia
En 1820 había ya muchas viviendas agrupadas de labradores y vegueros de posición económica modesta, que se dedicaban además, al cultivo de frutos menores y productos de subsistencia, por lo que no existía en esta zona, el trabajo esclavo.
Su extensión territorial constaba de más de 6000 caballerías de superficie, que comprendía más de la mitad de la jurisdicción. 
El territorio poseía el encanto natural de extensas llanuras al norte y al sur; a pesar de esto, era un territorio montañoso, cruzándole por su centro, caprichosamente, multitud de estimaciones de la Sierra Maestra. 
Sus tierras poseían una prodigiosa fertilidad, capaz de rivalizar con las tierras más privilegiadas de la Isla.
Según confirman las memorias de la Sociedad Económica de Amigos del País, la fundación de Jiguaní se produjo el 30 de abril de 1700 y los primeros datos de la Parroquia San Pablo de Jiguaní, están consignados el domingo 30 de abril de 1702, en que fue asentada la primera partida de bautismo. 
Por minuciosos estudios realizados, se ubica en el año 1760, la fundación de Baite, -nombre indígena que significa lugar de poca agua- (según diccionario muy antiguo).

## Historia: Comunidad Naciente
En los albores del año 1820, había ya en Baire Arriba, un elevado número de viviendas agrupadas, cuya población se encontraba formada por labradores y vegueros. 

La cotidiana apasibilidad de sus vecinos, se transformó una mañana con la inesperada visita del Obispo Metropolitano, Monseñor José Joaquín Osés de Alzúa, quien en misión pastoral se dirigía a las parroquias de San Pablo de Jiguaní y San Salvador de Bayamo. 
 Cuentan que al detener su caballo y observar que ya Baire Arriba contaba con un gran número de viviendas que conformaban un caserío muy bien trazado, conversó animadamente con un grupo de vecinos que se fueron reuniendo a su alrededor, y dispuso erigir una ermita. Feliz iniciativa que acogieron con manifiesto entusiasmo, y rápidamente, con la colaboración de la mitra, se aprestaron a construirla de forma muy típica, cuya modesta arquitectura armonizaba perfectamente con el modesto caserío, o pintoresco caserío.
El 24 de agosto de 1820 se llevó a efecto la erección de la ermita, bajo la advocación de San Bartolomé (Iglesia San Bartolomé de Baire), por celebrarse ese día la festividad de San Bartolomé Apóstol, lo que también motivó que se cambiara definitivamente el nombre del pueblo, que había ido evolucionado desde Maiye (nombre indígena) Baite, Baire Arriba, Baire San Bartomé o San Bartolomé de Baire, como aparece en algunos documentos antiguos. 
El incipiente pueblo, estaba clasificado como Partido de Segunda Clase de la jurisdicción de Jiguaní.